# Realm
 (août 2015).
Realm est un jeu d'action plates-formes de type run and gun en 2D, à thème de science fiction. Le jeu a été développé par Flair Software et édité par Titus Software pour la Super Nintendo. Il est sorti en Amérique du Nord en décembre 1996, suivi de l'Europe en 1997.

## Synopsis
En  l'an 5069, la Terre est sur le point d'être définitivement envahie par des extra-terrestres. Le cyborg Biomech est le seul espoir pour les vaincre.

## Système de jeu
Le jeu est composé de 5 niveaux: la forêt, une caverne, une cité maritime, un vaisseau et un tunnel.
Le cyborg peut porter 2 armes à un instant donné, parmi un total de 9 disponibles. Des recharges et des munitions sont obtenables à partir de cristaux disposés le long des niveaux.

## Ressources externes
- Nintendo Power 09/01/96 Review 3.33/5
- Total! février 1997, p. 37 Realm
- GamePro janvier 1997, p. 122 Realm